# Абду, Джастин
Джастин Абду (англ. Justin Abdou; род. 18 января 1971, Мус-Джо, Саскачеван) — канадский борец вольного стиля, участник летних Олимпийских игр 2000 года, победитель Игр Содружества 1994 года, трёхкратный призёр Панамериканских чемпионатов.

## Биография
В 1987 году Джастин Абду стал чемпионом мира в категории до 76 кг среди спортсменов не старше 16 лет.
Первую значимую награду на взрослом международном уровне Абду завоевал в 1990 году, став серебряным призёром Панамериканского чемпионата. В финале соревнований в категории до 82 кг канадец уступил американскому борцу Кевину Джексону. В 1994 году Абду стал победителем Игр Содружества, победив в финале борца из Индии Рандхира Сингха. В 1998 и 2000 годах Абду дважды становился бронзовым призёром Панамериканского чемпионата.
В 2000 году Абду дебютировал на летних Олимпийских играх. В Сиднее канадский борец выступал в весовой категории до 85 кг. На предварительном этапе спортсмен выступал в группе 5. Для выхода в плей-офф необходимо было занимать первое место в своей подгруппе. В первом поединке канадец смог победить борца из Латвии Игоря Самушонка, однако затем уступил казахстанцу Магомеду Куруглиеву, кубинцу Йоэлю Ромеро и выбыл из борьбы за медали, заняв итоговое 13-е место.
Снялся в эпизодической роли в фильме «Личное», а также выполнял роль консультанта в сценах спортивной борьбы.